# Torrecilla de Miranda
Torrecilla de Miranda es una localidad oficialmente deshabitada del municipio de Carrascal de Barregas, en la comarca del Campo de Salamanca, provincia de Salamanca, España.

## Historia
La fundación de Torrecilla de Miranda se remonta a la Edad Media, obedeciendo a las repoblaciones efectuadas por los reyes leoneses en la Alta Edad Media, que lo ubicaron en el cuarto de Baños de la jurisdicción de Salamanca, dentro del Reino de León, denominándose en el siglo XIII Torreziella.
Con la creación de las actuales provincias en 1833, Torrecilla de Miranda, considerado ya una alquería perteneciente a Carrascal de Barregas, quedó encuadrado en la provincia de Salamanca, dentro de la Región Leonesa.

## Demografía
Pese a haber iniciado el siglo XXI con habitantes, en la actualidad, y desde el año 2011, Torrecilla de Miranda se encuentra oficialmente despoblado.
| Gráfica de evolución demográfica de Torrecilla de Miranda entre 2000 y 2017 |
|                                                                             |
| Población según los censos de población del INE.                            |